# Las Rosas (Albacete)
Las Rosas es un núcleo de población del municipio de Albacete (España) situado al oeste de la capital.
Según el Instituto Nacional de Estadística, tiene una población de 15 habitantes (2016).